# Христо Петков (цигулар)
Вижте пояснителната страница за други личности с името Христо Петков.
Христо Петков е български цигулар и музикален педагог.

## Биография
Роден е на 22 март 1883 година в семейството на българския държавник и юрист Добри Петков. В София учи цигулка при Йозеф Швертнер. След завършване на средно образование, заминава за Франция, където изучава право. В същото време учи цигулка в Лионската консерватория.
В началото на 1924 година се завръща в София. Основава музикално студио, в което преподава цигулка, солфеж и теория на музиката. Предоставя безплатно ноти и инструменти на учениците си. Възпитаниците му включват също бедни младежи, част от които се реализират като музиканти и учители по музика. Негови ученици са Тодор Лечев, Стоян Сертев, Владимир Аврамов, Петко Дреников, Васил Дреников, Боян Данаилов и други.
Петков има големи познания в лютиерството. Допринася за развитието на българските лютиери Иван Калоферов, Иван Методиев и Трифон Денев.
Негов син е диригентът Добрин Петков.